# Hypocnemis
A Hypocnemis a madarak osztályának verébalakúak (Passeriformes) rendjébe és a hangyászmadárfélék (Thamnophilidae) családjába tartozó nem.

## Rendszerezésük
A nemet Jean Cabanis írta le 1847-ben, az alábbi 8 faj tartozik ide:
- Hypocnemis hypoxantha
- Hypocnemis ochraceiventris[1] vagy Hypocnemis hypoxantha ochraceiventris[2]
- Hypocnemis subflava
- Hypocnemis flavescens
- Hypocnemis cantator
- Hypocnemis peruviana
- Hypocnemis ochrogyna
- Hypocnemis rondoni[1]
- Hypocnemis striata

## Előfordulásuk
Dél-Amerika északi és középső részén honosak. A természetes élőhelyük a szubtrópusi vagy trópusi erdők és cserjések, általában folyók és patakok környékén. Állandó, nem vonuló fajok.

## Megjelenésük
Testhosszuk 11-13 centiméter körüli.